# 诺伊迈尔三号站
70°40′08″S 8°16′02″W / 70.66889°S 8.26722°W
诺伊迈尔三号站德国开设的南极科学考察站，位于南极洲毛德皇后地。1992年建。该站常年运行，包括210平方米（2300平方尺）的实验室，划分成12个房间。此外，还建有洗车房，桑拿浴室，科技室，淋浴和洗涤室，休息室，会议室，医疗室，储藏室，更衣室等。

## 参数
- 建筑高度：29.2米（96英尺）
- 平台面积：68× 24米（223× 79英尺）
- 整个质量：2300吨
- 室内面积（4层）：4473平方米（48150平方英尺）
- 加热面积（3层）：1850平方米（19900平方英尺）
- 车站深度：8.20米（26.9英尺）
- 3个柴油发电机：6 ×75千瓦，最大/平均电力150 kW/105马力
- E - 10风力发电机：30千瓦
- UPS：2× 20千瓦的20分钟
- 供热，电力和运输：315000升（83000美加仑）
- 供水：25千瓦